# Efecto cuántico de Zenón
El efecto cuántico de Zenón (también conocido como paradoja de Turing) es una característica de los sistemas de mecánica cuántica que permite detener la evolución temporal de una partícula midiéndola con la frecuencia suficiente con respecto a algún ajuste de medición elegido.
A veces, este efecto se interpreta como "un sistema no puede cambiar mientras se está viendo". Es posible "congelar" la evolución del sistema midiéndolo con la frecuencia suficiente desde su estado inicial conocido. El significado del término se ha ampliado desde entonces, lo que lleva a una definición más técnica, en la que la evolución temporal se puede suprimir no solo mediante la medición: el efecto Zenón cuántico es la supresión de la evolución temporal unitaria en sistemas cuánticos proporcionada por una variedad de fuentes: medición, interacciones con el medio ambiente o campos estocásticos entre otros factores. Como resultado del estudio del efecto Zenón cuántico, ha quedado claro que la aplicación de una serie de pulsos suficientemente fuertes y rápidos con simetría apropiada también puede "desacoplar" un sistema desde su entorno decoherente.
El nombre proviene de las paradojas de Zenón, que establece que debido a que no se ve que una flecha en vuelo se mueva durante un solo instante, no es posible que se mueva en absoluto. La primera demostración rigurosa y general del efecto cuántico de Zenón fue presentada en 1974 por Degasperis, Fonda y Ghirardi, aunque anteriormente lo había descrito Alan Turing. La comparación con la paradoja de Zenón se debe a un artículo de 1977 de George Sudarshan y Baidyanath Misra.
De acuerdo con el postulado de reducción, cada medición hace que la función de onda colapse a un estado cuántico de la base de medición. En el contexto de este efecto, una "observación" puede ser simplemente la absorción de una partícula, sin la necesidad de un observador en ningún sentido convencional. Sin embargo, existe controversia sobre la interpretación del efecto, que a veces se denomina problema de medición al atravesar la interfaz entre objetos microscópicos y macroscópicos.
Otro problema crucial relacionado con el efecto está estrictamente conectado con la relación de indeterminación tiempo–energía. Si se quiere que el proceso de medición sea cada vez más frecuente, tiene que disminuir de manera correspondiente la duración del tiempo de la medición en sí misma. Pero el requisito de que la medición dure solo un tiempo muy corto implica que la distribución de energía del estado en el que se produce la reducción se vuelve cada vez más grande. Sin embargo, las desviaciones de la ley de decaimiento exponencial para tiempos pequeños están relacionadas de manera crucial con la inversa de la distribución de energía, de modo que la región en la que se aprecian las desviaciones se reduce cuando se hace que la duración del proceso de medición sea más corta y más corta cada vez. Una evaluación explícita de estas dos condiciones contrapuestas muestra que no es apropiado, sin tener en cuenta este hecho básico, tratar la ocurrencia real y el surgimiento del efecto de Zenón.
Muy relacionado (a veces no se distingue del efecto cuántico de Zenón) está el efecto de vigilancia, en el que la evolución temporal de un sistema se ve afectada por su acoplamiento continuo al entorno.

## Descripción
Se predice que los sistemas cuánticos inestables mostrarán una desviación a corto plazo de la ley de decaimiento exponencial. Este fenómeno universal ha conducido a la predicción de que las mediciones frecuentes durante este período no exponencial podrían inhibir el decaimiento del sistema, una forma del efecto cuántico de Zenón. Posteriormente, se predijo que las mediciones aplicadas más lentamente también podrían "mejorar" las tasas de decaimiento, un fenómeno conocido como el "efecto cuántico anti-Zenón".
En mecánica cuántica, la interacción mencionada se denomina "medición" porque su resultado se puede interpretar en términos de mecánica clásica. La medición frecuente prohíbe la transición. Puede ser una transición de una partícula de un medio espacial a otro (que se podría usar para un espejo atómico en un nanoscopio atómico) como en el problema del tiempo de llegada, una transición de un fotón en una onda guía de un modo a otro, y puede ser una transición de un átomo de un estado cuántico a otro. También puede ser una transición desde el subespacio sin la pérdida decoherente de un cúbit a un estado con un cúbit perdido en una computación cuántica. En este sentido, para la corrección del cúbit, es suficiente determinar si la decoherencia ya ha ocurrido o no. Todo esto se puede considerar como una aplicación del efecto Zenón. Por su naturaleza, el efecto aparece solo en sistemas con estados cuánticos distinguibles y, por lo tanto, no es aplicable a los fenómenos clásicos y los cuerpos macroscópicos.
El matemático Robin Gandy recordó la formulación de Alan Turing del efecto cuántico de Zenón en una carta a su compañero el matemático Max Newman, poco después de la muerte de Turing:

Es fácil demostrar con la teoría estándar que si un sistema se inicia en algún estado propio observable y se realizan mediciones de ese estado observable "N" veces por segundo, entonces, incluso si el estado no es estacionario, la probabilidad de que el sistema esté en el mismo estado después de, digamos, un segundo, tiende a uno, mientras que "N" tiende a infinito; es decir, que las continuas observaciones evitarán el movimiento. Alan y yo abordamos a uno o dos físicos teóricos con esta cuestión, y ellos más bien se enojaron diciendo que la observación continua no es posible. Pero no hay nada en los libros estándar (por ejemplo, Dirac) referido a este efecto, por lo que al menos la paradoja muestra una insuficiencia de la Teoría Cuántica como se presenta normalmente.

Como resultado de la sugerencia de Turing, el efecto cuántico de Zenón también se conoce como la "paradoja de Turing". La idea está implícita en el trabajo inicial de John von Neumann en su obra Fundamentos Matemáticos de la Mecánica Cuántica, y en particular la regla a veces llamada "postulado de reducción". Posteriormente se demostró que el efecto cuántico de Zenón de un solo sistema es equivalente a la indeterminación del estado cuántico de un solo sistema.

## Diversas realizaciones y definición general
El tratamiento del efecto Zenón como paradoja no se limita a los procesos de desintegración cuántica. En general, el término efecto Zenón 'se aplica a varias transiciones, y algunas veces estas transiciones pueden ser muy diferentes de una mera "decadencia" (ya sea exponencial o no exponencial).
Una realización se refiere a la observación de un objeto (la flecha de Zeno, o cualquier partícula cuántica) cuando deja alguna región del espacio. En el siglo XX, la captura (confinamiento) de una partícula en alguna región por su observación fuera de la región se consideró absurda, lo que indica cierta falta de integridad de la mecánica cuántica. Incluso en el año 2001, el confinamiento por absorción se consideró un paradox. Más adelante, los efectos similares de la supresión de Efecto Raman se consideraron un "efecto" esperado, no es una paradoja en absoluto. La absorción de un fotón en alguna longitud de onda, la liberación de un fotón (por ejemplo, uno que se ha escapado de algún modo de una fibra), o incluso la relajación de una partícula a medida que ingresa en alguna región, son procesos que pueden interpretarse como medición. Dicha medición suprime la transición y se denomina efecto Zenón en la literatura científica.
Para cubrir todos estos fenómenos (incluido el efecto original de la supresión de la descomposición cuántica), el efecto Zenón se puede definir como una clase de fenómenos en los que una transición suprime una transición, una que permite la interpretación del estado resultante. en los términos  la transición aún no ocurrió  y  la transición ya ha ocurrido , o  La proposición de que la evolución de un sistema cuántico se detiene  si el estado del sistema se mide de forma continua con un macroscópico Dispositivo para verificar si el sistema aún se encuentra en su estado inicial.

## Medición periódica de un sistema cuántico
Considérese un sistema en un estado A, que es el estado cuántico de algún operador de medición. Supóngase que el sistema sin restricciones de tiempo evolucionará con cierta probabilidad en el estado B. Si las mediciones se realizan periódicamente, con un intervalo finito entre cada una, en cada medición, la función de onda se colapsa en un estado propio del operador de medición. Entre las mediciones, el sistema evoluciona fuera de este estado propio a un estado de superposición de los estados A y B. Cuando se mide el estado de superposición, se colapsará de nuevo, ya sea en el estado A como en la primera medición, o en el estado B. Sin embargo, su probabilidad de colapsar en el estado B después de un período de tiempo muy corto t es proporcional a t2, ya que las probabilidades son proporcionales a las amplitudes al cuadrado, y las amplitudes se comportan linealmente. Por lo tanto, en el límite de un gran número de intervalos cortos, con una medición al final de cada intervalo, la probabilidad de hacer la transición a B tiende a cero.
De acuerdo con la teoría de la decoherencia, el colapso de la función de onda no es un evento instantáneo discreto. Una "medición" es equivalente a un fuerte acoplamiento del sistema cuántico al entorno térmico ruidoso durante un breve período de tiempo, y un fuerte acoplamiento continuo es equivalente a una "medición" frecuente. El tiempo que tarda la función de onda en "colapsar" está relacionado con el tiempo de decoherencia del sistema cuando está acoplado al entorno. Cuanto más fuerte sea el acoplamiento y cuanto más corto sea el tiempo de decoherencia, más rápido colapsará. Por lo tanto, en la imagen de la decoherencia, un ejemplo perfecto del efecto cuántico de Zenón corresponde al límite donde un sistema cuántico está continuamente acoplado al entorno, y donde ese acoplamiento es infinitamente fuerte, y donde el "entorno" es una fuente aleatoria infinitamente grande de energía térmica.

## Experimentos y discusión
Experimentalmente, se ha observado una fuerte reducción de la evolución de un sistema cuántico debido al acoplamiento ambiental en varios sistemas microscópicos.
En 1989, David Wineland y su grupo del Instituto Nacional de Estándares y Tecnología observaron el efecto cuántico de Zenón para un sistema atómico de dos niveles que fue medido durante su evolución. Aproximadamente 5000 iones de 9Be+ se almacenaron en una trampa de Penning cilíndrica y se sometieron a enfriamiento láser a menos de 250 mK. Se aplicó un pulso de radiofrecuencia resonante que, si se aplicara solo, haría que toda la población del estado fundamental emigrase a un estado excitado. Después de que se aplicó el pulso, los iones se controlaron mediante los fotones emitidos debido a la relajación. La trampa de iones se "midió" regularmente, aplicando una secuencia de pulsos radiación ultravioleta durante el pulso de radiofrecuencia. Como se esperaba, los pulsos ultravioletas suprimieron la evolución del sistema hacia el estado excitado. Los resultados coincidieron con los modelos teóricos. Una revisión posterior describió los trabajos subsiguientes en esta área.
En 2001, Mark G. Raizen y su grupo en la Universidad de Texas en Austin observaron el efecto cuántico de Zenón para un sistema cuántico inestable, como lo propusieron originalmente Sudarshan y Misra. También observaron un efecto anti-Zenón. Los átomos de sodio ultrafríos quedaron atrapados en una red óptica de aceleración, y se midió la pérdida debida a la tunelización. La evolución se interrumpió al reducir la aceleración, deteniendo el efecto túnel. El grupo observó la supresión o el aumento de la tasa de decaimiento, dependiendo del régimen de medición.
En 2015, Mukund Vengalattore y su grupo en la Universidad Cornell demostraron un efecto cuántico de Zenón asociado a la modulación de la tasa de tunelización cuántica en un gas ultra frío mediante una celosía por la intensidad de la luz utilizada para obtener imágenes de los átomos.
El efecto cuántico de Zenón se utiliza en los magnetómetros atómicos comerciales, y en la naturaleza, en el mecanismo sensorial de la brújula magnética de las aves (magnetorrecepción).
Todavía es una pregunta abierta el grado de acercamiento posible al límite de un número infinito de observaciones, debido a la incertidumbre de Heisenberg involucrada en tiempos de medición más cortos. Sin embargo, se ha demostrado que las mediciones realizadas a una frecuencia finita pueden producir efectos de Zenón arbitrariamente fuertes. En 2006, Streed et al' observaron en el MIT la dependencia del efecto de Zenón respecto a las características del pulso de medición.
La interpretación de los experimentos en términos del "efecto cuántico de Zenón" ayuda a describir el origen de determinados fenómenos físicos. Sin embargo, tal interpretación no implica características sustancialmente nuevas no descritas mediante la ecuación de Schrödinger del sistema cuántico.
Más aún, la descripción detallada de los experimentos con el "efecto cuántico de Zenón", especialmente en el límite de la alta frecuencia de mediciones (alta eficiencia de supresión de la transición, o alta reflectividad de un espejo estriado) generalmente no se comporta como se espera para una medición ideal.
Se demostró que el efecto cuántico de Zenón persiste en las interpretaciones de la mecánica cuántica de muchos universos y estados relativos.